# 基納什夫 (加利奇區)
49°13′28″N 24°44′34″E / 49.22444°N 24.74278°E
基納什夫（烏克蘭語：Кінашів），是烏克蘭西部的村莊，隸屬伊萬諾-弗蘭科夫斯克州的伊萬諾-弗蘭科夫斯克區。該村始建於1375年，面積12.74平方公里，2001年人口1,125，人口密度每平方公里88.3人。